# Diócesis de Peoria
La diócesis de Peoria (en latín: Dioecesis Peoriensis y en inglés: Roman Catholic Diocese of Peoria) es una circunscripción eclesiástica de la Iglesia católica en Estados Unidos. Se trata de una diócesis latina, sufragánea de la arquidiócesis de Chicago, que tiene al obispo Louis Tylka como su ordinario desde el 3 de marzo de 2022.

## Territorio y organización

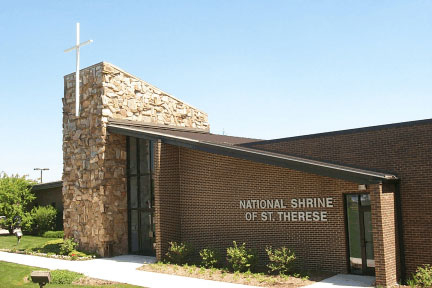
Santuario nacional de Santa Teresa, en Darien

La diócesis tiene 43 856 km² y extiende su jurisdicción sobre los fieles católicos de rito latino residentes en 26 condados del estado de Illinois: Bureau, Champaign, DeWitt, Fulton, Hancock, Henderson, Henry, Knox, LaSalle, Livingston, Logan, Marshall, Mason, McDonough, McLean, Mercer, Peoria, Piatt, Putnam, Rock Island, Schuyler, Stark, Tazewell, Vermilion, Warren y Woodford.
La sede de la diócesis se encuentra en la ciudad de Peoria, en donde se halla la Catedral de Santa María de la Inmaculada Concepción.
En 2019 en la diócesis existían 157 parroquias.

## Historia
El catolicismo en esta región se remonta a los días de Jacques Marquette, que se situaba en el pueblo indígena de Peoria en su viaje hasta el río Illinois en 1673. Frente a la ubicación actual de la ciudad episcopal, Robert de La Salle y Henri de Tonti construyeron en 1680 el Fuerte Crèvecoeur, en la cual se celebró una misa y el Evangelio predicado por los padres recoletos, Gabriel Ribourdi, Zenobius Membre y Louis Hennepin. En 1839 el padre Reho, un italiano, visitó Peoria, permaneciendo el tiempo suficiente para construir la antigua iglesia de piedra en Kickapoo, una pequeña ciudad a doce millas de distancia de Peoria. San MaryUs, la primera iglesia católica en la ciudad, fue erigida por el padre John A. Drew en 1846. Entre sus sucesores se encuentra el poeta Abram J. Ryan.
La diócesis fue erigida por el papa Pío IX el 12 de febrero de 1875 con el breve Quod venerabiles, obteniendo el territorio de la diócesis de Chicago (hoy arquidiócesis).
John Lancaster Spalding fue consagrado primer obispo de Peoria, el 1 de mayo de 1877. Fue afectado por la parálisis, el 6 de enero de 1905, y dimitió la sede, el 11 de septiembre de 1908.
Muchos de los primeros inmigrantes irlandeses llegaron a trabajar al Canal de Illinois y Míchigan, debido a la incapacidad de la empresa contratante, ellos recibieron su pago en tierras en lugar de dinero en efectivo, y, por lo tanto, se vieron obligados a habitar lugares sin labrar. Estos agricultores irlandeses, junto con los alemanes, seguidos por los polacos, eslovacos, eslovenos, croatas, lituanos, y los italianos vinieron a trabajar en las minas de carbón. Al principio se organizaron en parroquias al cuidado de sacerdotes de su propia nacionalidad. La primera persona nombrada para la sede, fue Michael Hurley, y pidió que se le escatimara la responsabilidad de organizar y gobernar la nueva diócesis, y murió como vicario general en 1898.
El 10 de septiembre de 1880 pasó a formar parte de la provincia eclesiástica de la arquidiócesis de Chicago, y al mismo tiempo amplió su territorio con los condados de Bureau, LaSalle, Putnam, Henry y Rock Island separados a la misma arquidiócesis.
El 11 de diciembre de 1948 cedió una parte de su territorio para la erección de la diócesis de Joliet mediante la bula Ecclesiarum circumscriptiones del papa Pío XII.
Los obispos que sucedieron a Spalding fueron William E. Primos (obispo desde 1952 a 1958), John B. Franz, Edward W. O'Rourke y O'Rourke obispo coadjutor y luego Juan J. Myers (actualmente arzobispo de Newark), que organizó la visita de bendición de diciembre de 1995 de la Madre Teresa de Calcuta.

## Estadísticas
De acuerdo al Anuario Pontificio 2020 la diócesis tenía a fines de 2019 un total de 192 140 fieles bautizados.
| Año                                                                             | Población            | Población | Población      | Sacerdotes | Sacerdotes    | Sacerdotes    | Bautizados por sacerdote | Diáconos permanentes | Religiosos | Religiosos | Parroquias |
| Año                                                                             | Bautizados católicos | Total     | % de católicos | Total      | Clero secular | Clero regular | Bautizados por sacerdote | Diáconos permanentes | Varones    | Mujeres    | Parroquias |
| ------------------------------------------------------------------------------- | -------------------- | --------- | -------------- | ---------- | ------------- | ------------- | ------------------------ | -------------------- | ---------- | ---------- | ---------- |
| 1950                                                                            | 149 648              | 1 108 051 | 13.5           | 341        | 227           | 114           | 438                      |                      | 117        | 1399       | 217        |
| 1966                                                                            | 205 515              | 1 334 517 | 15.4           | 424        | 288           | 136           | 484                      |                      | 177        | 1092       | 213        |
| 1970                                                                            | 222 200              | 1 434 248 | 15.5           | 383        | 261           | 122           | 580                      |                      | 154        | 940        | 170        |
| 1976                                                                            | 226 800              | 1 466 088 | 15.5           | 351        | 245           | 106           | 646                      |                      | 134        | 826        | 172        |
| 1980                                                                            | 234 844              | 1 506 000 | 15.6           | 342        | 244           | 98            | 686                      | 36                   | 116        | 699        | 170        |
| 1990                                                                            | 245 272              | 1 522 000 | 16.1           | 284        | 210           | 74            | 863                      | 60                   | 80         | 439        | 171        |
| 1999                                                                            | 232 366              | 1 447 418 | 16.1           | 302        | 252           | 50            | 769                      | 96                   | 8          | 335        | 165        |
| 2000                                                                            | 240 680              | 1 447 418 | 16.6           | 264        | 216           | 48            | 911                      | 94                   | 56         | 292        | 165        |
| 2001                                                                            | 221 932              | 1 440 518 | 15.4           | 261        | 213           | 48            | 850                      | 94                   | 69         | 321        | 165        |
| 2002                                                                            | 151 413              | 1 452 688 | 10.4           | 271        | 223           | 48            | 558                      | 91                   | 61         | 246        | 165        |
| 2003                                                                            | 193 970              | 1 452 688 | 13.4           | 258        | 210           | 48            | 751                      | 111                  | 69         | 278        | 165        |
| 2004                                                                            | 195 553              | 1 562 868 | 12.5           | 274        | 228           | 46            | 713                      | 105                  | 65         | 278        | 165        |
| 2013                                                                            | 184 400              | 1 859 000 | 9.9            | 220        | 181           | 39            | 838                      | 148                  | 50         | 189        | 157        |
| 2016                                                                            | 188 420              | 1 899 308 | 9.9            | 209        | 182           | 27            | 901                      | 141                  | 34         | 181        | 162        |
| 2019                                                                            | 192 140              | 1 939 700 | 9.9            | 195        | 171           | 24            | 985                      | 147                  | 33         | 161        | 157        |
| Fuente: Catholic-Hierarchy, que a su vez toma los datos del Anuario Pontificio. |                      |           |                |            |               |               |                          |                      |            |            |            |

Escuelas secundarias
- Alleman High School, Rock Island
- Central Catholic High School, Bloomington
- Marquette High School, Ottawa
- Peoria Notre Dame High School, Peoria
- St. Bede Academy, Perú
- St. Thomas More High School, Champaign
- Schlarman High School, Danville

## Episcopologio
- John Lancaster Spalding † (19 de diciembre de 1876-14 de octubre de 1908 renunció[6])
- Edmund Michael Dunne † (30 de junio de 1909-17 de octubre de 1929 falleció)
- Joseph Henry Leo Schlarman † (16 de abril de 1930-10 de noviembre de 1951 falleció)
- William Edward Cousins † (19 de mayo de 1952-18 de diciembre de 1958 nombrado arzobispo de Milwaukee)
- John Baptist Franz † (8 de agosto de 1959-24 de mayo de 1971 retirado)
- Edward William O'Rourke † (24 de mayo de 1971-22 de enero de 1990 retirado)
- John Joseph Myers † (22 de enero de 1990 por sucesión-24 de julio de 2001 nombrado arzobispo de Newark)
- Daniel Robert Jenky, C.S.C. (12 de febrero de 2002-3 de marzo de 2022 retirado)
- Louis Tylka, por sucesión el 3 de marzo de 2022